# Excelsior!
L'espressione latina Excelsior!, tradotta letteralmente, significa più in alto!.
È il titolo di una famosa poesia di Henry Wadsworth Longfellow, poeta ed educatore statunitense (1807-1882), in cui il termine è ripetuto come un leitmotiv. Longfellow scrisse diverse raccolte di poesia tra le quali Voci nella notte e Ballate ed altre poesie: è appunto in quest'ultima raccolta che è contenuta questa nota poesia.

## Utilizzo come motto
- "Excelsior!" è il motto dello Stato di New York, negli Stati Uniti d'America.
- "Excelsior!" è il motto del Club Alpino Italiano.
- "Excelsior!" è il motto della volley excelsior BG, la sezione lombarda del FIPAV.
- Per i lettori e gli appassionati di fumetti della casa editrice statunitense Marvel Comics, la locuzione è ben nota per essere una esclamazione tipica del redattore e fumettista Stan Lee, divenuta una sorta di "tormentone" e di "marchio di fabbrica" dell'azienda, similmente alla frase "'Nuff said!", sempre dello stesso Lee.
- "Excelsior!" è il motto del protagonista del film Il lato positivo - Silver Linings Playbook.
- "Excelsior!" è il motto degli Asura nel videogioco Guild Wars 2.